# Krk
Krk [kr̩k] (altgriechisch Κυρικτική (f. sg.), lateinisch Curicta, italienisch Veglia, mittelgriechisch Κύρικον, dalmatisch Vikla, deutsch veraltet Vegl) ist eine kroatische Insel im Adriatischen Meer und nach neueren Messungen mit 405,78 km² zusammen mit der exakt gleich großen Insel Cres die größte Insel in der Adria. Sie liegt in der Kvarner-Bucht südöstlich von Rijeka. Durch die Krk-Brücke ist Krk seit 1980 mit dem Festland verbunden. Auf der Insel leben rund 17.800 Menschen. Sie liegt in der Gespanschaft Primorje-Gorski kotar. Administratives Zentrum der Insel ist die Stadt Krk.

## Geografie
Von allen kroatischen Inseln hat Krk die meisten besiedelten Orte, und zwar 68. Die Insel unterteilt sich traditionell in die sieben Gemeinden: Baška (deutsch Weschke, italienisch Besca) mit 1752 Einwohnern, Dobrinj (Dobrauen, Dobrigno): 2108 Einwohner, Malinska-Dubašnica (Durischal, Malinsca): 3394, Omišalj (Moschau, Castelmuschio): 3098, Punat (Sankt Maria, Ponte): 2028, Stadt Krk, 6494 sowie Vrbnik (Vörbnick, Verbenico): 1245 Einwohner in 2011.
Auf Krk gibt es zwei Seen (Jezero und Ponikve), einige kleine Flüsse, darunter Vela Rika, Dobrinjski Potok und Vretenica, und mehrere Höhlen. Die Höhle Biserujka in der Gemeinde Dobrinj ist touristisch erschlossen. Sie liegt 13 Meter unter der Erde und die Temperatur in der Höhle liegt knapp unter 15 Grad.

## Flora und Fauna
Auf der Insel existieren ungefähr 1300 verschiedene Pflanzenarten, darunter charakteristische Baumarten wie Stein- und Flaumeiche sowie Europäische Hopfenbuche oder Orientalische Hainbuche.
Mehr als 220 Vogelarten wurden bislang nachgewiesen. Die Insel dient zahlreichen mittel- und nordeuropäischen Vögeln als Rastplatz während der Durchreise. Einige Arten überwintern sogar auf der Insel. An der südöstlichen Steilküste nisten Gänsegeier, der dortige Küstenstreifen zwischen Glavina und Mala Luka wurde deswegen bereits 1969 in einer Breite von 1 km zum ornithologischen Schutzgebiet erklärt.
Die Zahl der auf der Insel vorkommenden Säugetierarten ist hingegen relativ gering, und die meisten von ihnen wurden vom Menschen eingeführt. Es kommt vor, dass Braunbären vom Festland über den Velebit-Kanal die Insel schwimmend erreichen, um sich ein neues Territorium zu erschließen.
Nach einer Studie, die 2015 veröffentlicht wurde, ist Krk mit 104 Arten die schmetterlingsreichste unter den Inseln Dalmatiens.
Einschließlich der umstrittenen Fundangaben von Bruno und Sochurek hat Krk mit 32 vorkommenden Arten knapp vor Cres mit 30 und Sizilien mit 27 Arten die reichhaltigste Herpetofauna aller mediterranen Inseln. Als besonders charakteristisch kann die fast überall vorkommende Ruineneidechse gelten, die vermutlich erst vor wenigen tausend Jahren aus Italien eingewandert ist und die alteingesessene Adriatische Mauereidechse größtenteils verdrängt hat. Unter den zwölf Schlangenarten auf der Insel befindet sich als einzige Giftschlange die Europäische Hornotter, weitaus häufiger sind jedoch die Balkan-Zornnatter, die Gelbgrüne Zornnatter sowie die Äskulapnatter.

## Geschichte
Die wildbeuterische Lebensweise wurde, wie in weiten Teilen des Mittelmeerraumes, über einen lang gestreckten Zeitraum von der produzierenden Lebensweise abgelöst, und zwar durch Zuwanderer aus dem Südosten. Aus der Zeit um 6000 v. Chr. stammt die älteste, in den Höhlen auf den Inseln Cres, Lošinj und Krk gefundene Keramik, die sich durch ihre charakteristische Verzierung auszeichnet, die durch Eindrücken mit den Rändern einer Muschel oder von anderen Gegenständen ausgeführt wurde (Cardial- oder Impressokultur). Zu dieser Zeit lag der Meeresspiegel noch 15 m tiefer als heute, um 5600 v. Chr. waren es nur noch 5 m.
Die ersten namentlich bekannten Siedler waren die Japoden, die zur Stammesgruppe der Illyrer gerechnet wurden. Aus diesem Zeitraum stammt der heutige Name der Insel, dessen Wurzeln in der illyrischen Bezeichnung Kurik liegen. Antike Schriftsteller nannten die Insel Kyriktike,
Kurikta, Kurikon, K(u)R(y)K(ta), oder Kuryeta, bei den Römern hieß sie wegen ihres Naturreichtums Insula aurea ‚goldene Insel‘, die Stadt Krk nannte sich stolz Splendidissima civitas Curictarum ‚Strahlendste Stadt der Krker‘. Während des römischen Bürgerkrieges war die Bucht der Insel Schauplatz eines Seegefechtes zwischen den Truppen von Caesar und Pompeius.

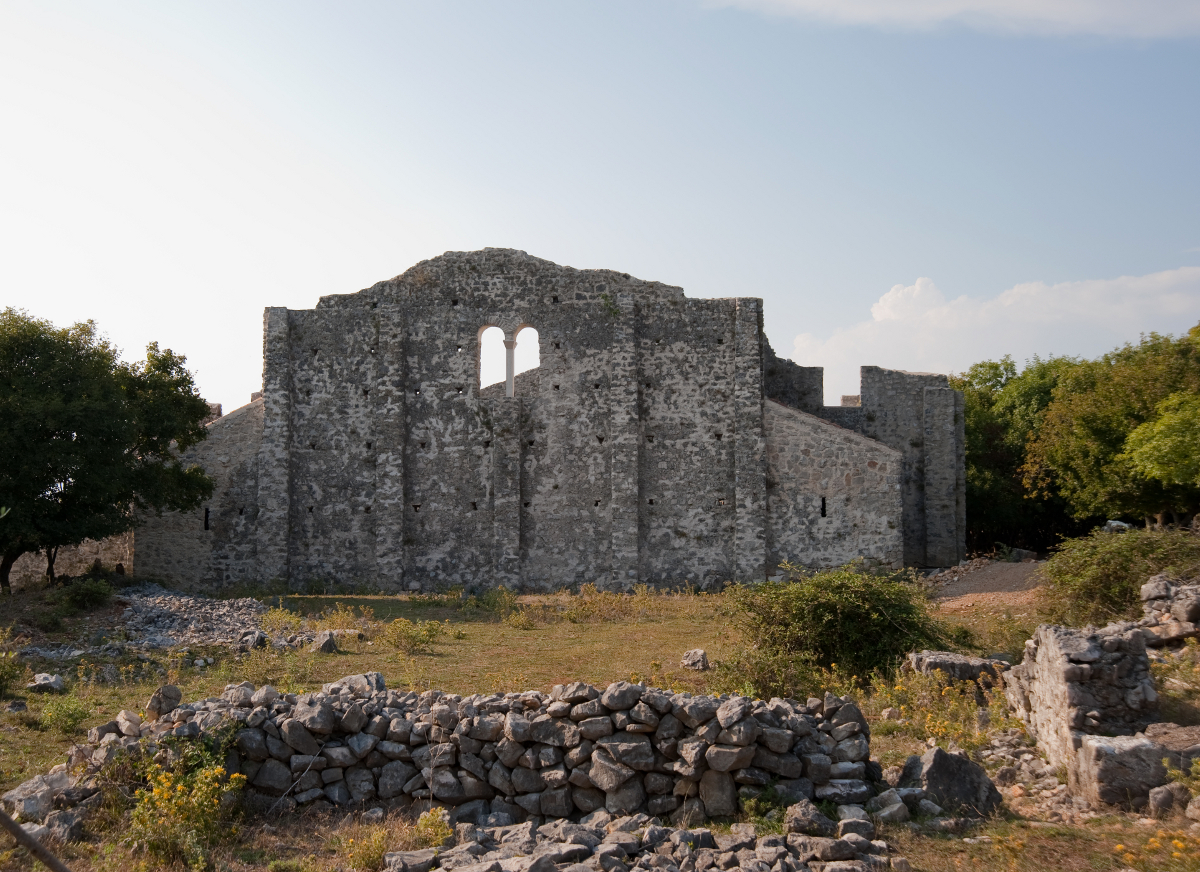
Die frühchristliche Kirche von Fulfinum-Mirine mit ihren Biforen

In der Nähe von Njivice befinden sich noch heute Ruinen der römischen Siedlung Fulfinium (Omišalj). Dort befand sich ein frühchristlicher Kirchenkomplex.
Die Japoden wurden später von den Liburnern verdrängt, die ausgezeichnete Schiffbauer und Seeleute waren, und dieses Können für ihre Zwecke nutzten. Von ihnen wurden gute Beziehungen im gesamten Mittelmeerraum aufgebaut, wobei es zu Kontakten mit griechischen Händlern kam. Die Liburner nutzen die günstige Lage der Stadt und der Insel für sich, da die Bernsteinstraße vom Baltikum in Richtung Mittelmeer durch diese Gegend führte. Auch die griechischen Handelswege vom Schwarzen Meer in Richtung der nördlichen Adria konnten von hier aus sehr gut kontrolliert werden. In dieser Zeit hatte sich die Stadt Krk aber noch nicht als Zentrum der Insel entwickelt.

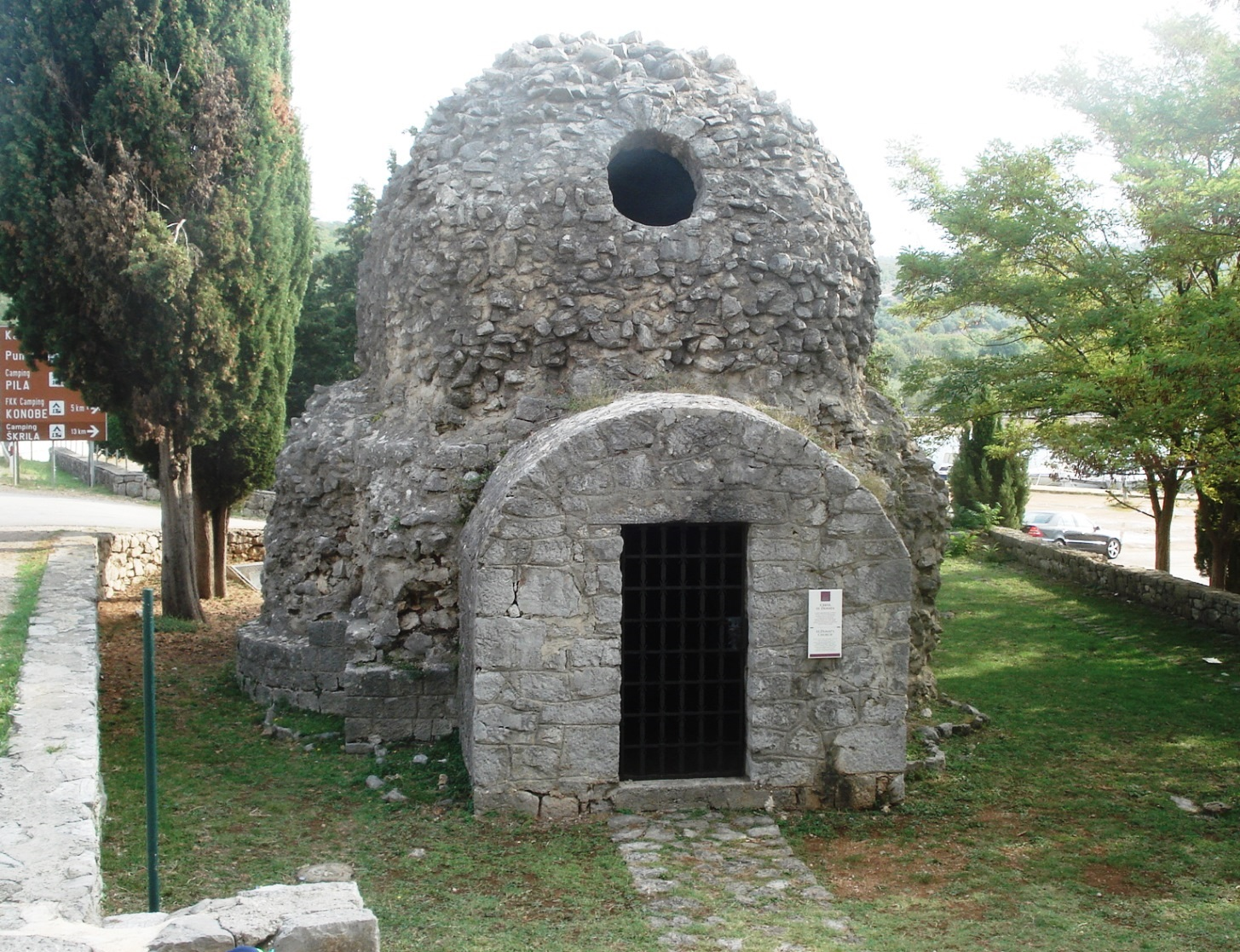
Die Kirche St. Donat auf Krk (nahe Kornic)

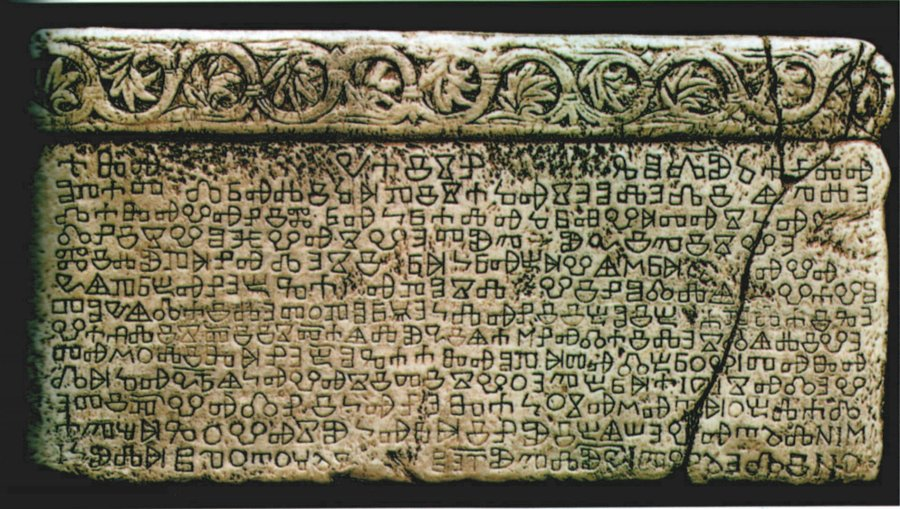
Tafel von Baška

Eines der bedeutendsten Schriftzeugnisse der kroatischen Sprache ist die Tafel von Baška aus der Zeit um 1100. Diese in der romanischen St.-Lucija-Kapelle nahe der Ortschaft Baška entdeckte Steinplatte trägt eine Inschrift in glagolitischer Schrift. Beschrieben wird die Souveränität des kroatischen Königs Zvonimir I. als Stifter der Kapelle. Das in der Geschichte Kroatiens bedeutende Adelsgeschlecht der Frankopanen wurde ursprünglich auf der Insel Krk in den Fürstenstand erhoben.

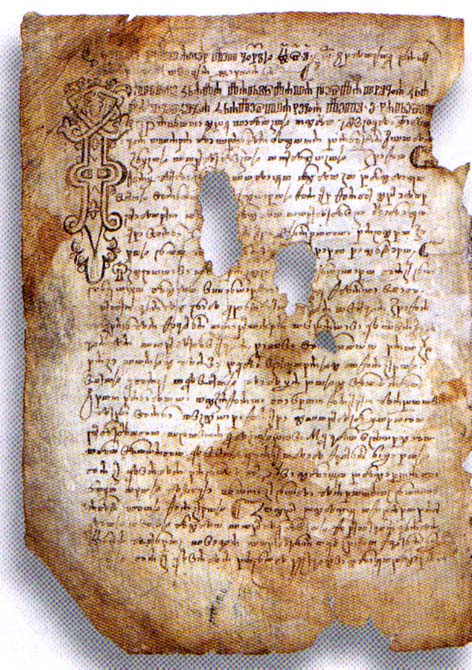
Im Codex von Vinodol, der einen 1288 abgeschlossenen Vertrag zwischen den Fürsten von Krk und Vertretern der Region im Kroatischen Küstenland enthält und in einer Abschrift des 16. Jahrhunderts in glagolitischer Schrift überliefert ist, wurde das Gewohnheitsrecht einer Reihe von Orten in 77 Paragraphen kodifiziert.

Seitdem war die Insel im Laufe der Jahrhunderte vorwiegend in verschiedene Reiche und Staatssysteme integriert, namentlich das der Römer (Weströmisches Reich bis 476, danach Byzantinisches Reich) als Teil der Provinz Dalmatia, Venezianer (erstmals seit 1001, bis 1797), Österreicher (1797–1918, unterbrochen nur von der kurzen Okkupation durch die Franzosen (1806–1813)) und Italiener (1918–1920). Seit dem 12. Jahrhundert unterstand die Insel dem Adelsgeschlecht der Frankopanen.
Erst 1920 wurde Krk mit dem Grenzvertrag von Rapallo als Teil von Kroatien dem Königreich der Serben, Kroaten und Slowenen zugeteilt, welches 1929 im Königreich Jugoslawien aufging.
Von September 1943 bis Mai 1945 bildete die Insel zusammen mit der Stadt Sušak das „Kommissariat Suschak-Krk“ (italienisch „Commissariato straordinario per i territori di Sušak-Krk“), einer Art Pufferzone zwischen RSI/OZAK und NDH.
Weil die Insel jahrhundertelang zur Republik Venedig gehörte, wurde in Teilen der Insel bis ins 19. Jahrhundert Vegliotisch gesprochen, ein eigenständiges Idiom, das eine Varietät der dalmatischen Sprache darstellte. Bis heute werden in der Stadt Krk und den Gemeinden Vrbnik, Punat, Omišalj, Malinska, Dobrinj und Baška sieben größtenteils stark voneinander unterscheidbare Dialekte des Čakavischen gesprochen.

## Bevölkerung
Die Bevölkerungsentwicklung seit der Neuzeit zeigt, dass die Zahl der Einwohner gegen Ende des 19. Jahrhunderts ihren Höhepunkt hatte. Grundlage dafür war vor allem der damals prosperierende Weinanbau, welcher jedoch aufgrund von massiven Schäden durch die Reblaus sowie die verstärkte Konkurrenz italienischer Weine im Übergang zum 20. Jahrhundert eine jähe Rezession erfuhr.
| Jahr      | 1525   | 1527   | 1539   | 1603   | 1636   | 1727   | 1770   | 1853   | 1880   |
| --------- | ------ | ------ | ------ | ------ | ------ | ------ | ------ | ------ | ------ |
| Einwohner | 10.000 | 10.461 | 08.000 | 06.637 | 05.000 | 08.000 | 09.571 | 15.570 | 18.089 |
|           |        |        |        |        |        |        |        |        |        |
| Jahr      | 1890   | 1921   | 1931   | 1948   | 1953   | 1961   | 1971   | 2001   | 2011   |
| Einwohner | 22.230 | 20.842 | 20.043 | 17.689 | 16.820 | 14.548 | 13.110 | 17.860 | 20.165 |

## Kultur und Religion

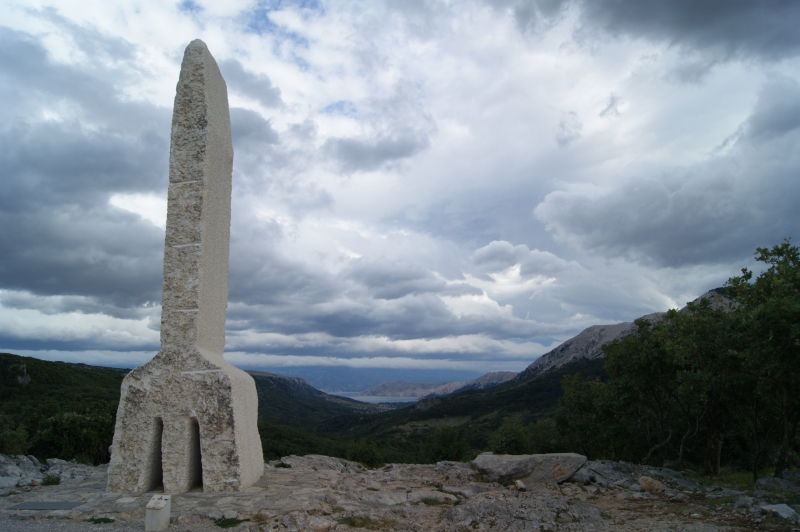
Das große Az, der erste Buchstabe des Glagolitischen Pfades von Baška

Auf der Insel Krk, die bereits seit dem Mittelalter Bischofssitz ist, wird seit etwa eintausend Jahren die römisch-slawische Liturgie gepflegt. Die Messe wurde also von jeher nach römischem Ritus, jedoch in Kirchenslawisch gefeiert. Nach der Einführung der Muttersprache (hier des Kroatischen) im katholischen Gottesdienst durch das Zweite Vatikanische Konzil verlor diese Tradition an Bedeutung. Die Insel war auch ein Zentrum des glagolitischen Schrifttums, woran die Tafel von Baška und der Glagolitische Pfad in der Općina Baška erinnern. Unter dem Bischof Antun Mahnić (1896–1920) wurde 1902 die Altslawische Akademie mit Sitz auf Krk errichtet; dieses kirchliche Institut bestand bis 1927. Auf der Insel verläuft der Pilgerweg Camino Krk.
Ein traditionelles Musikinstrument ist die Sopila, welche zu den Schalmeien gehört und stets paarweise im kirchlichen Umfeld und auf Folklorefesten gespielt wird.

## Wirtschaft und Infrastruktur
Die Weinregion Krk (kroat. Krčko vinogorje) ist bekannt für die in der Gemeinde Vrbnik angebaute Weißweinsorte Žlahtina, auch werden Olivenbäume an vielen Stellen der Insel kultiviert. Davon abgesehen bietet sie relativ wenig Möglichkeiten zur Landwirtschaft, so dass die Einwohner das Karstland schon seit Jahrhunderten zur Zucht von Schafen (und seltener auch Rindern) nutzen, um Wolle, Fleisch und Käse zu erwirtschaften.
Krk ist für den Tourismus vollständig erschlossen und wegen der Lage und der Nähe zu Süddeutschland, Österreich und Oberitalien ein häufig aufgesuchtes Urlaubsziel. Nach dem Zusammenbruch des Ostblocks fanden sich auch viele Urlauber aus Ungarn, Tschechien, Rumänien und anderen ehemaligen Ostblockstaaten auf Krk ein. Im Nordosten der Insel befindet sich der internationale Flughafen Rijeka-Riviera Kvarner Airport (RJK).
Anfang 2021 ging ein schwimmendes Terminal für Flüssiggas (LNG) in Betrieb.

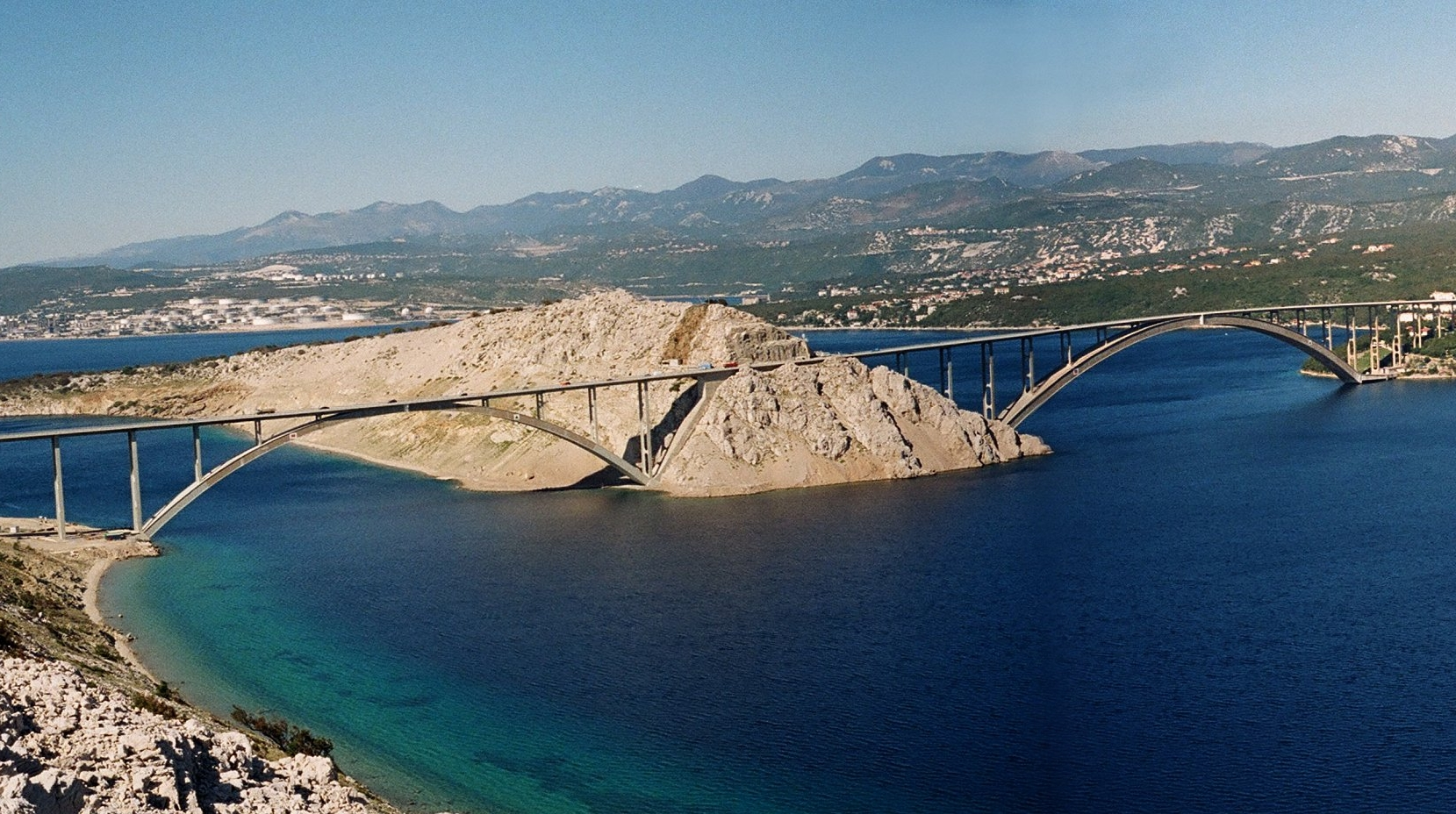
Die Brücke verbindet Krk mit dem Festland
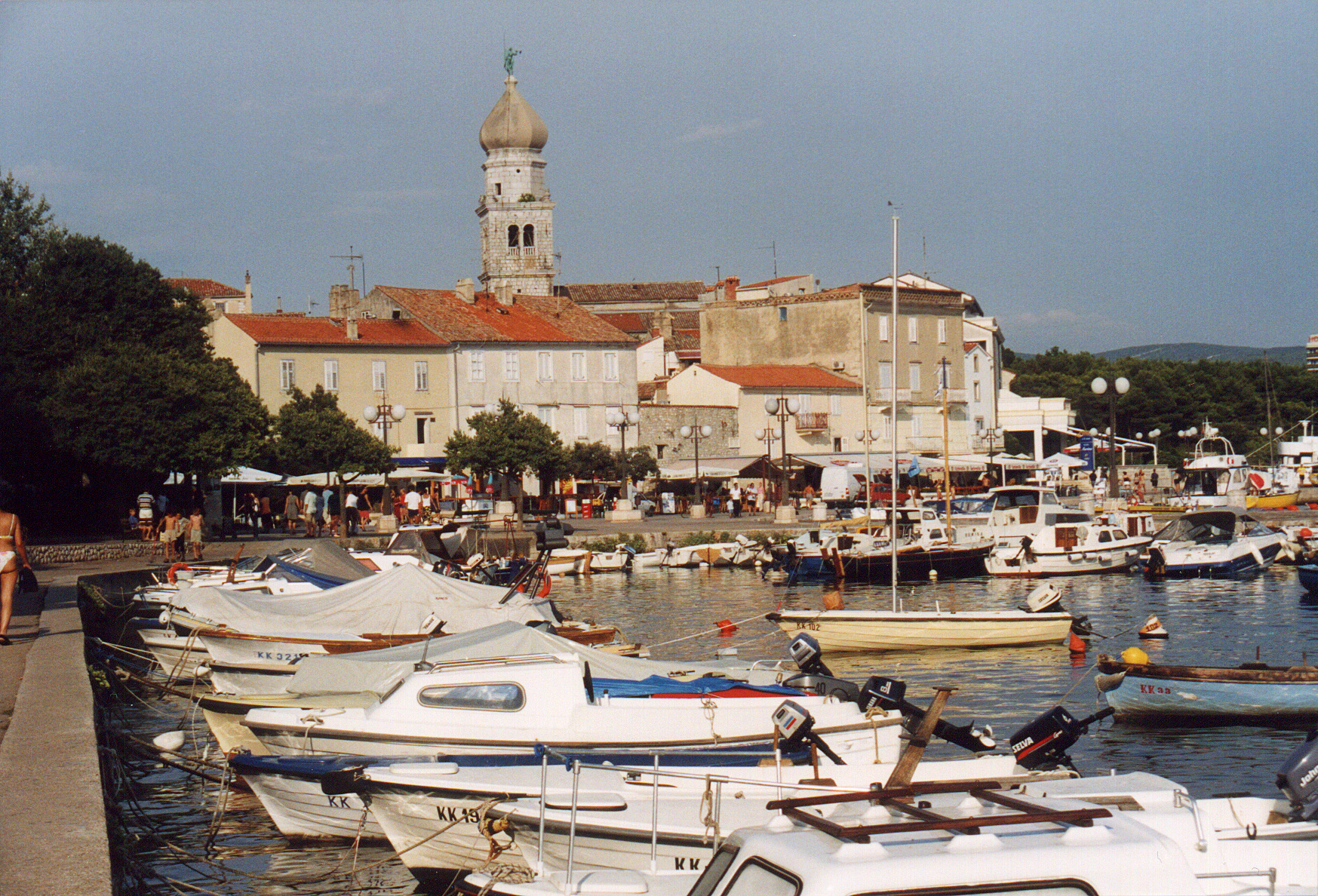
Hafenanlage von Krk auf Krk
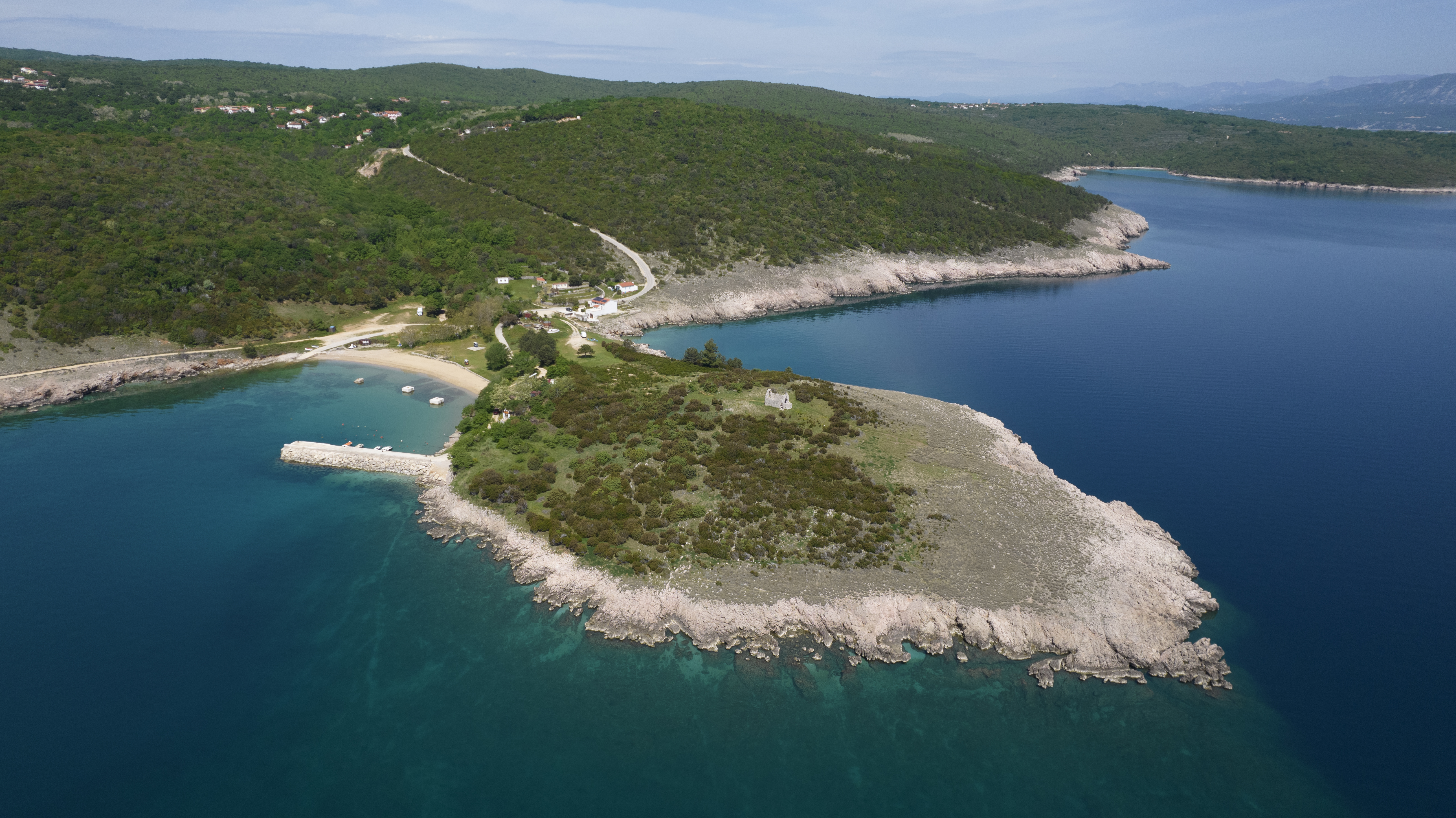
Halbinsel Sveti Marak mit typischer Felsenküste der Insel Krk
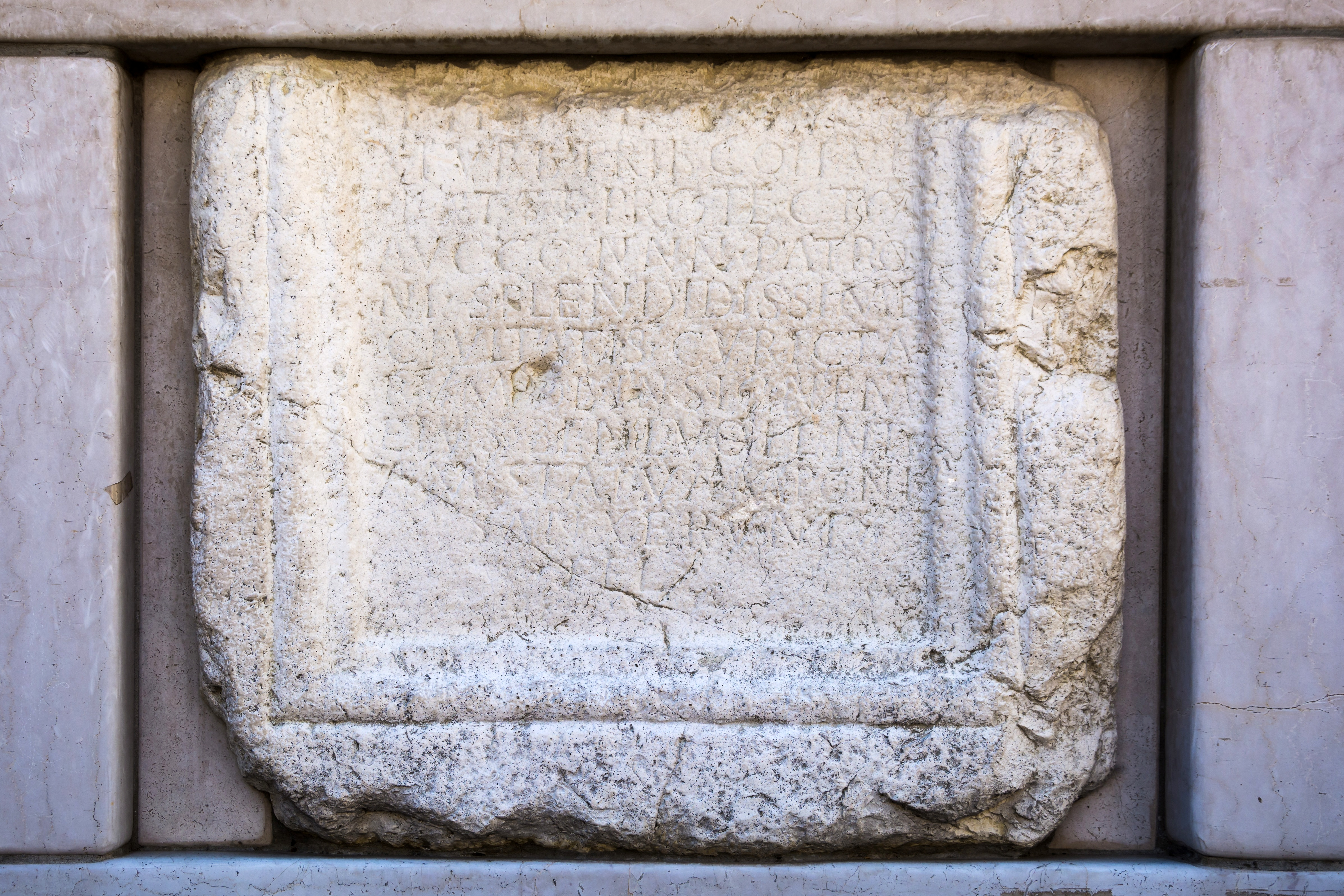
Splendissima Civitas Curictarum
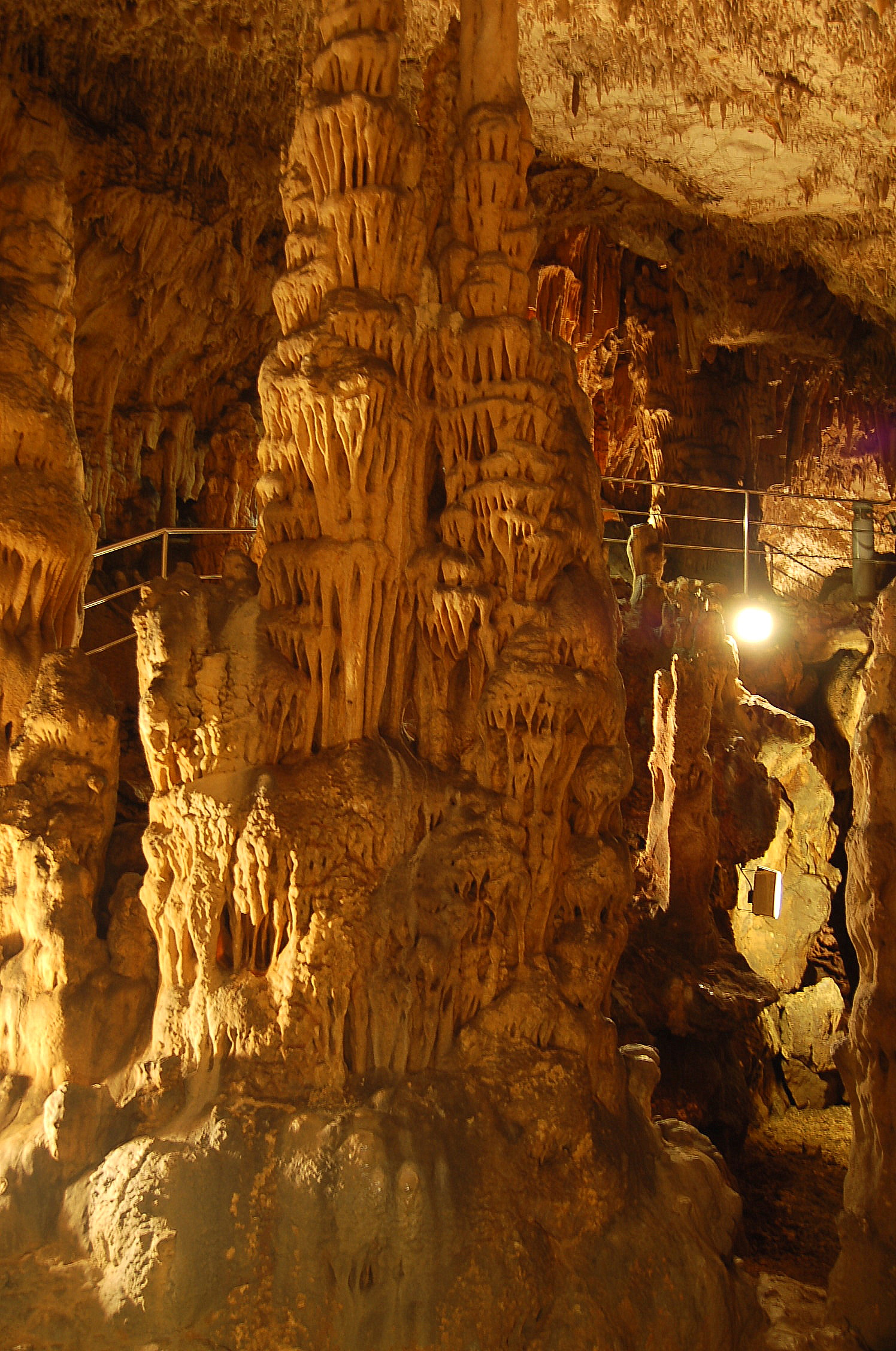
Stalagnat in der begehbaren Tropfsteinhöhle Biserujka in der Gemeinde Dobrinj bei Rudine.

## Kulturelle Rezeption
- Schobert und Black erwähnten die Insel in einem ihrer Limericks.
- Hans Lang und Erich Meder schrieben den Schlager Einmal war ich auf der Insel Krk, gesungen von Franz Schier 1939.
- Die Insel diente als Vorlage für die Modellinselwelt Everon für das Computerspiel Operation Flashpoint

## Gleiche Größe wie Nachbarinsel
Nach offiziellen Werten sollen Krk und Cres exakt gleich groß sein, also auf den Hektar genau. Andere Quellen bescheinigen Krk 405,80 km² und Cres „lediglich“ 405,78 km², also zwei Hektar oder 0,004 % weniger Fläche.

## Literatur

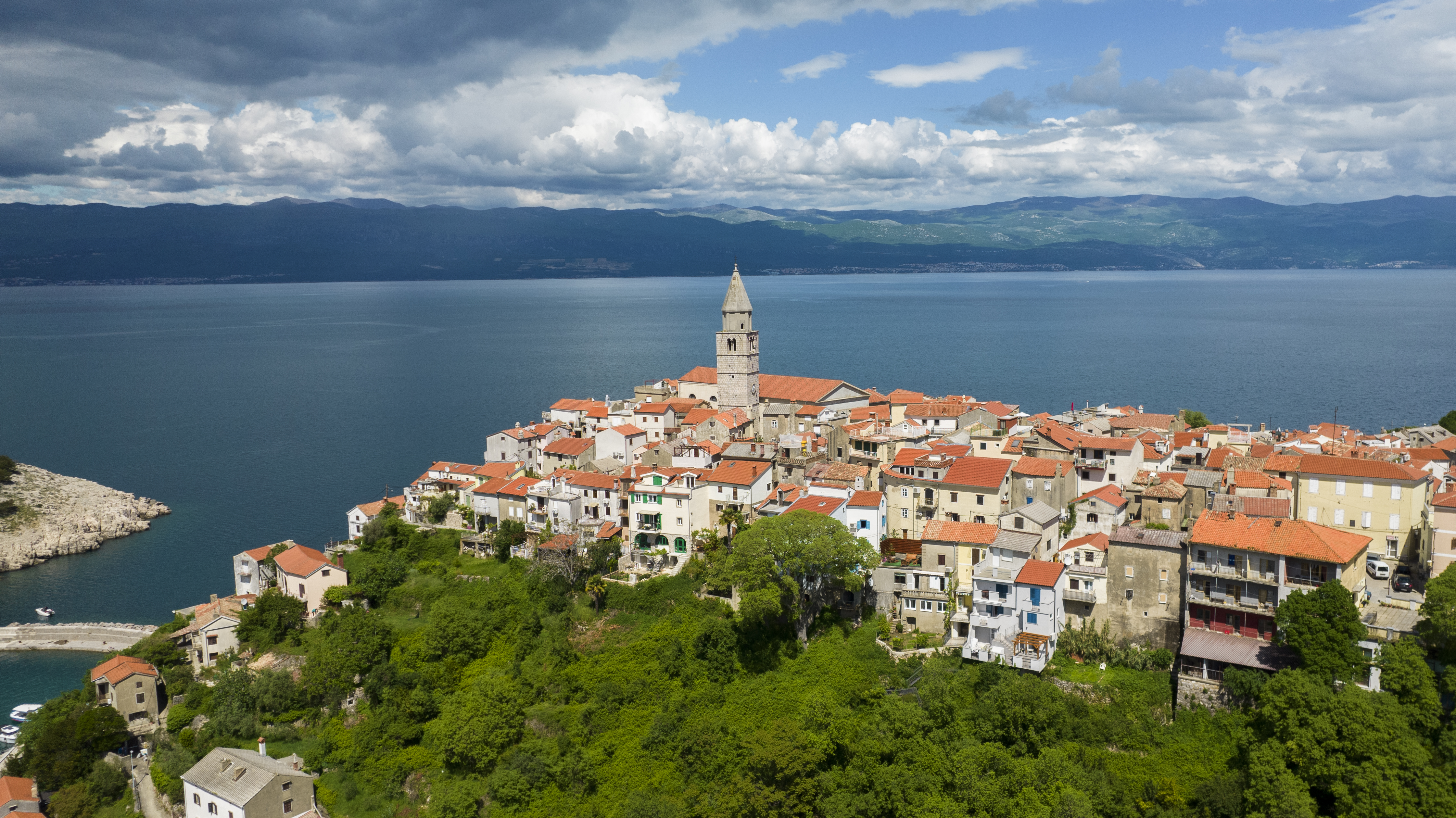
Vrbnik auf Krk

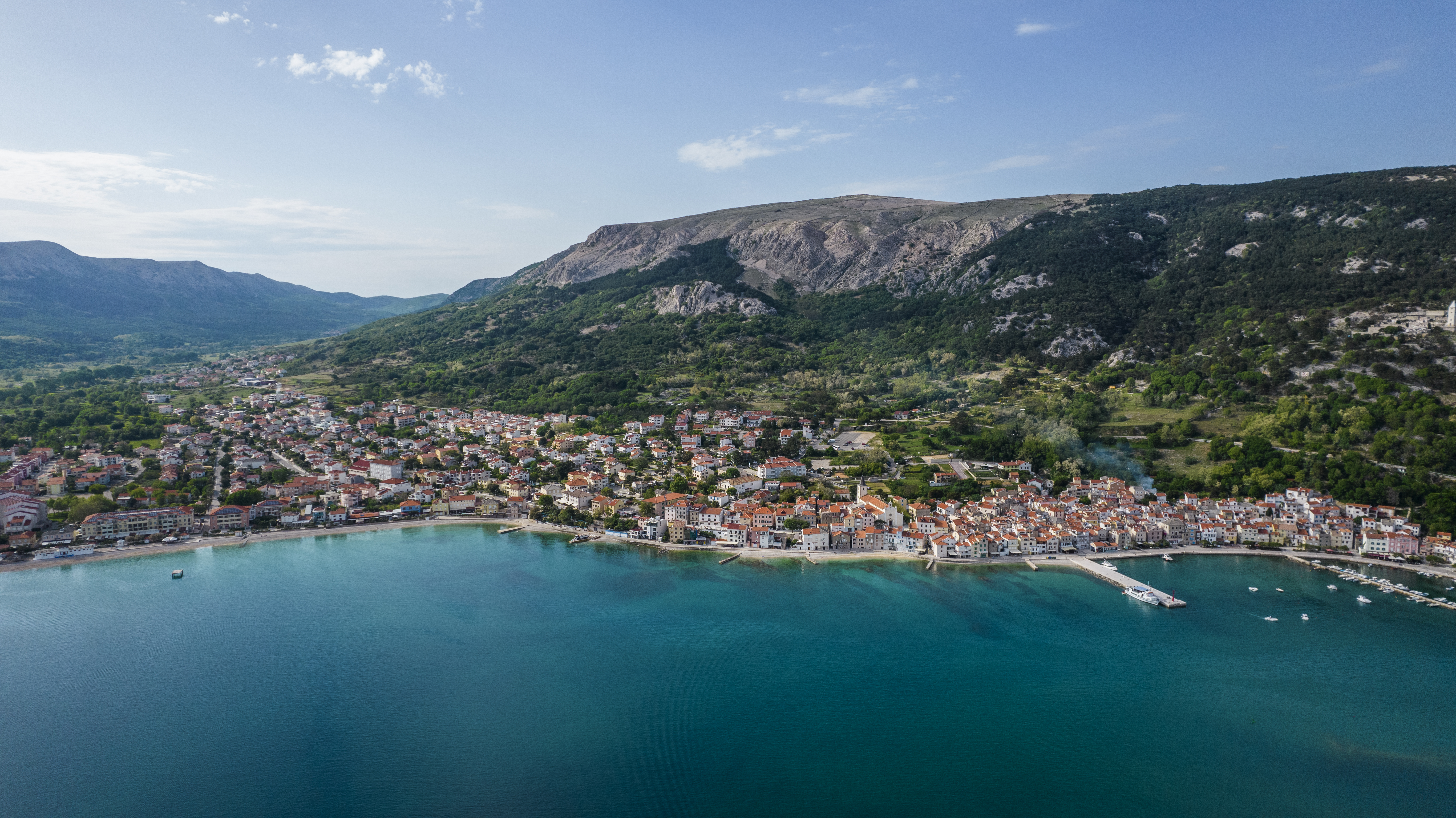
Blick auf Baška